# Slug (unité)
Pour les articles homonymes, voir Slug.
Le slug, ou geepound, est une unités de mesure anglo-saxonnes de masse, définie comme étant la masse qui, soumise à une livre-force, est accélérée à 1 pi/sec².
{\displaystyle 1\,{\text{slug}}=1\,{\frac {{\text{lb}}_{F}\cdot {\text{s}}^{2}}{\text{pi}}}\qquad \Longleftrightarrow \qquad 1\,{\text{lb}}_{F}=1\,{\frac {{\text{slug}}\cdot {\text{ft}}}{{\text{sec}}^{2}}}}
Un slug équivaut à environ 14,593 903 kg et 143,117 N.

## Histoire
Le terme slug est utilisé par le physicien Arthur Mason Worthington (en) dès 1900 mais ne voit sa popularité que plusieurs années après,. Son nom est dérivé de la notion de solid block of metal en anglais.